# 아리아드네

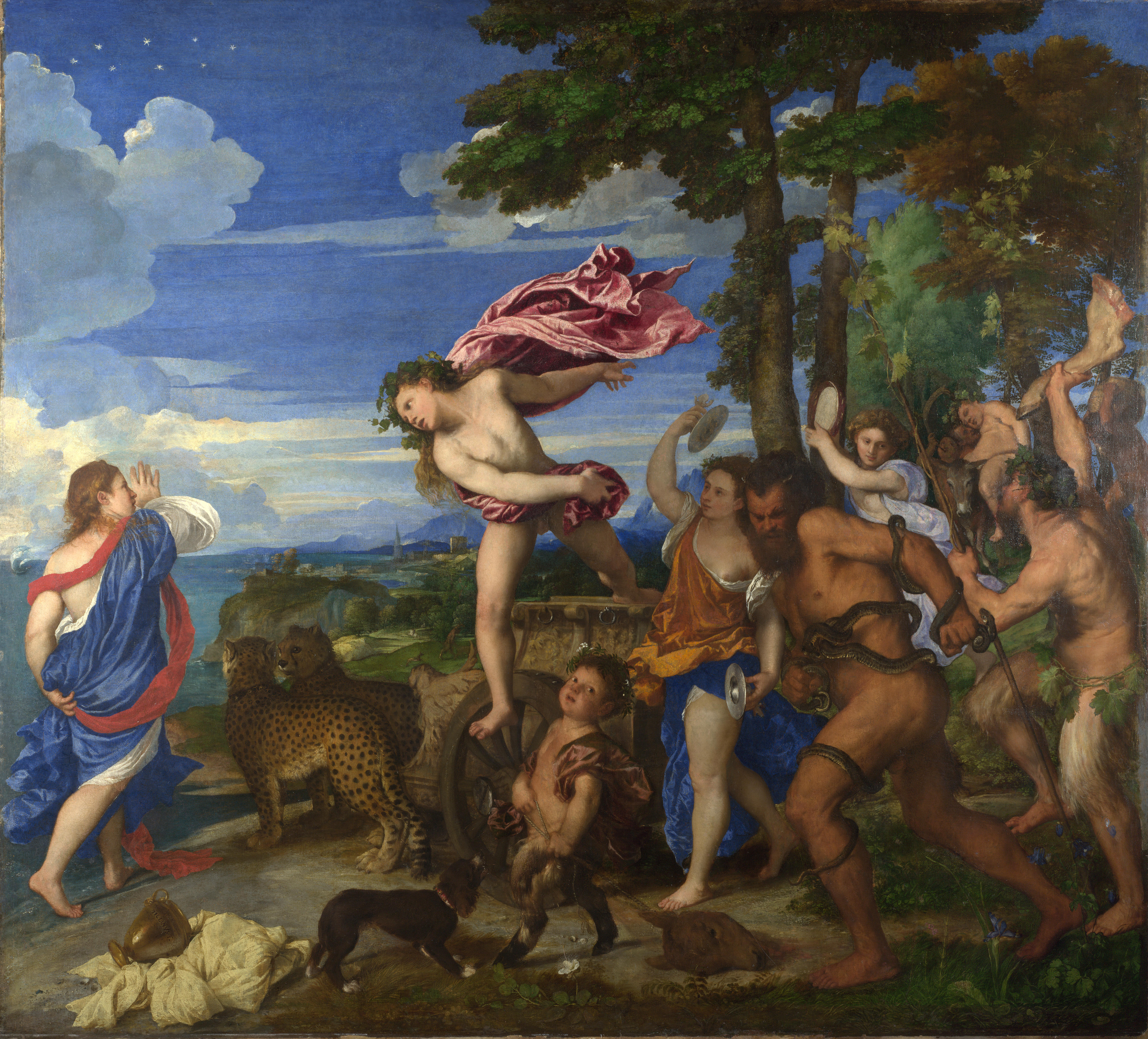
《바쿠스와 아리아드네》, 티티안.

아리아드네(그리스어: Αριάδνη)는 그리스 신화에 나오는 공주. 크레타의 왕 미노스와 파시파에의 딸이다. 테세우스의 아내가 될 수 있었으나 낙소스 섬과 관련하여 여러 가지 설이 있어서 그녀가 디오니소스의 아내가 된 걸로 나타나있다. 실제로 디오니소스의 아내이기도 하다.
미노스는 그의 아내 파시파에가 황소와 관계하여 머리는 소이고 몸은 사람인 괴물 미노타우로스를 낳자 다이달로스에게 미궁을 건설하도록 하여 미노타우로스를 그곳에 가두고 아테네에 해마다 남녀 각각 7명씩의 젊은이를 미노타우로스의 제물로 바치게 하였다.
아테네의 왕자 테세우스는 미노타우로스를 죽이고자 제물로 위장하여 크레타섬에 들어오는데, 아리아드네는 그를 보고 첫눈에 반하여 미노타우로스를 없앨 수 있는 칼과 붉은 실타래를 주어 미궁에서 쉽게 빠져나올 수 있도록 도와주었다. 아리아드네가 준 칼로 미노타우로스를 죽인 테세우스는 실타래를 이용해 그가 지나온 길을 따라서 무사히 미궁에서 탈출하였고, 아테네의 젊은이들과 아리아드네와 함께 크레타섬을 빠져나왔다.
헤시오도스를 비롯한 대부분의 전승에서 테세우스가 낙소스 섬에 잠든 아리아드네를 버리고 떠난 후 디오니소스가 그녀를 발견하여 결혼하는 것으로 묘사되지만, 몇몇 전승에서는 디오니소스가 테세우스에게 나타나 아리아드네를 낙소스 섬에 두고 떠나라고 요구했다고 전해진다. 디오니소스가 아리아드네에게 결혼 선물로 준 왕관은 하늘로 올라가 별자리가 되었다고 한다.

## 아리아드네의 실타래
이 관용어는 아주 어려운 일을 해결하는 방법이나 물건을 의미한다. 아리아드네의 실타래를 실제로 적용하는 방법은 기록을 만들거나 보관하는 것이다. 기록을 남기게 되면, 어떤 어려운 일이 발생할 때, 과거의 일로 다시 돌아가서 추적을 할 수 있는 단서를 주기 때문이다. 이런 기록을 남기는 것은 알고리듬을 만들고, 논리적 방법으로 문제를 해결하는 데 도움이 된다. 실제로 실타래를 사용하거나 연필로 기록을 남기는 것은 문제해결의 필수적 요건으로 매우 중요하다. 실제 사용례는 서양장기나, 동양의 장기, 바둑의 예를 들 수 있다. 또한 현대적인 적용의 예로 인공지능을 예로 들 수 있다.

## 같이 보기
- 북쪽왕관자리